# Skönkremla
Skönkremla (Russula laeta) är en svampart som beskrevs av Jul. Schäff. 1952. Skönkremla ingår i släktet kremlor och familjen kremlor och riskor.  Arten är reproducerande i Sverige. Inga underarter finns listade i Catalogue of Life.

## Källor

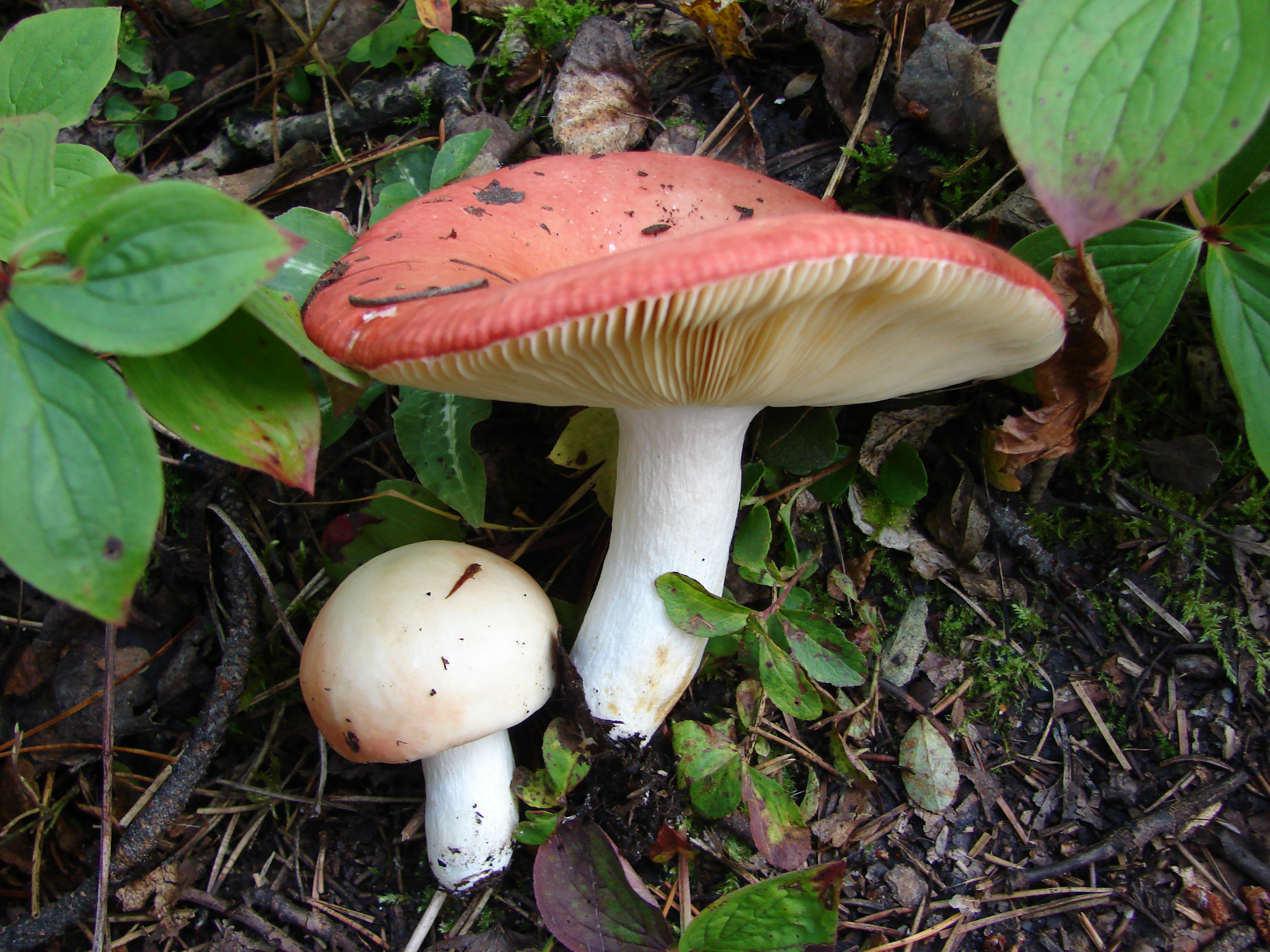
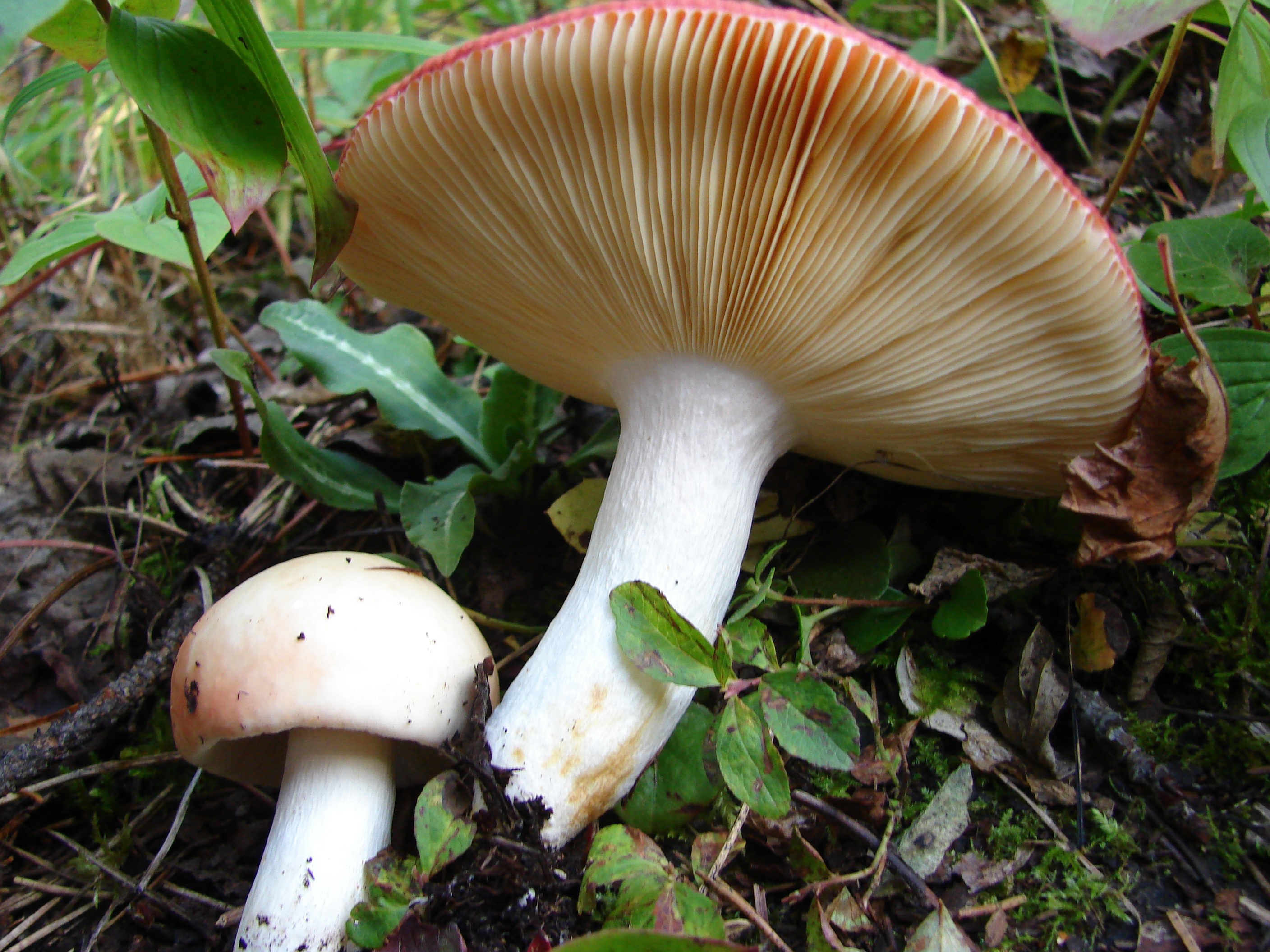
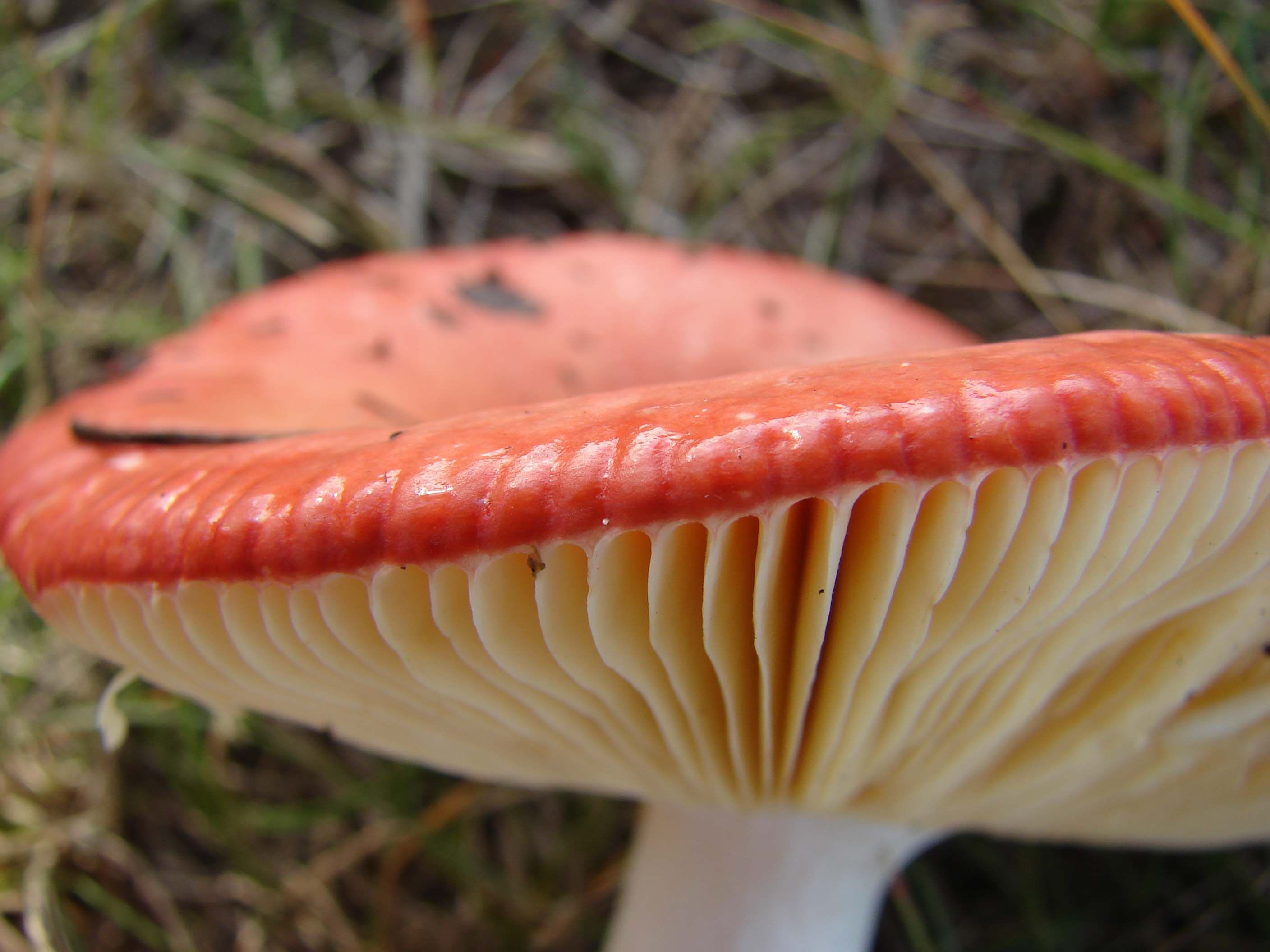
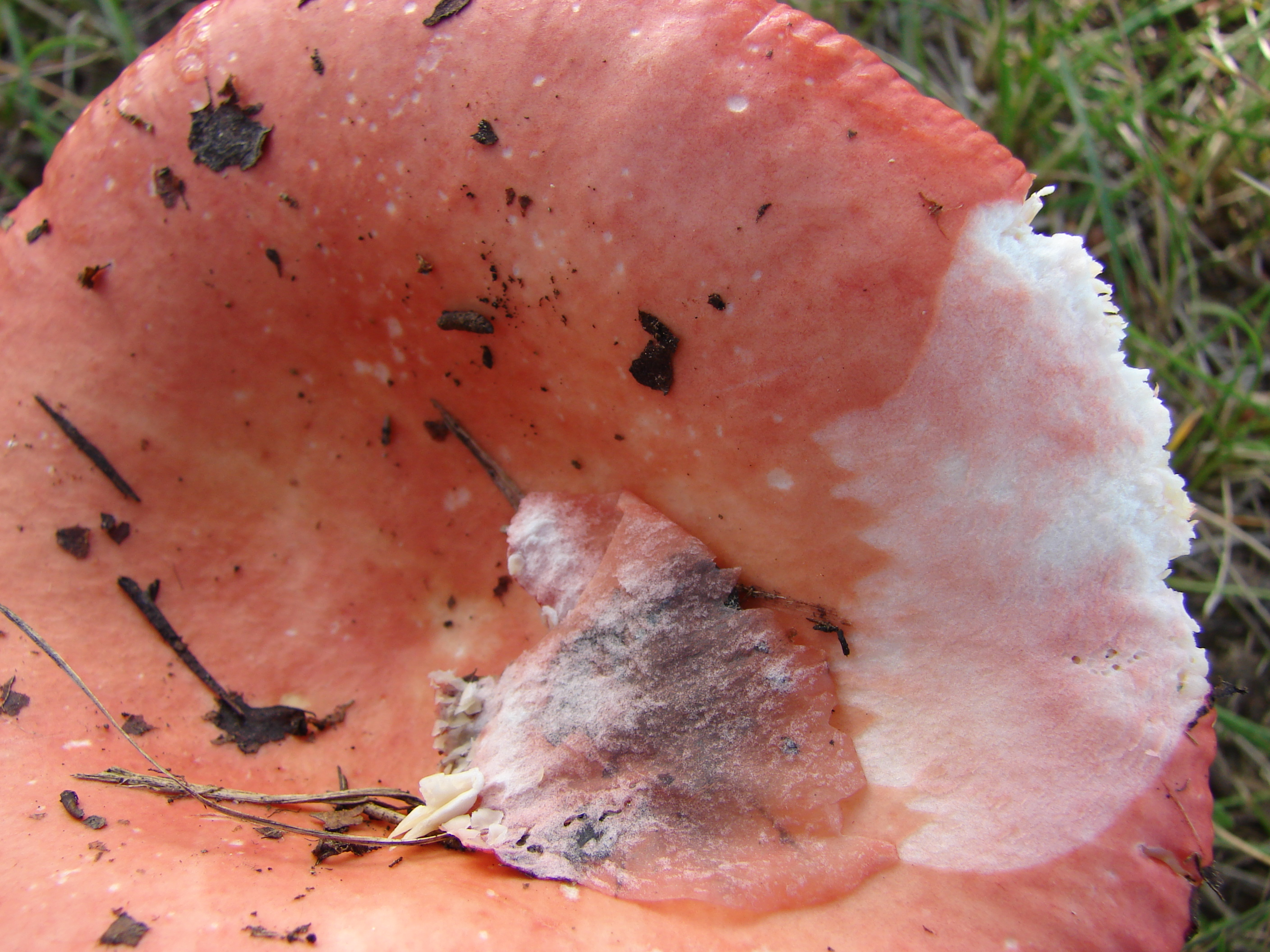